# 馬利卡鎮區 (新澤西州)
馬利卡鎮區（英語：Mullica Township）是位於美國新澤西州大西洋縣的一個鎮區。

## 地方資料
馬利卡鎮區的面積為147.22平方千米，當中陸地面積為146.01平方千米，而水域面積為1.21平方千米。根據2020年美國人口普查的數據，當地共有人口5816人，而人口密度為每平方千米39.51人。